# Martin Ručinský
Martin Ručinský (ur. 11 marca 1971 w Moście) – czeski hokeista, reprezentant Czech, olimpijczyk.

## Kariera klubowa
- HC Litvínov U18 (1986–1987)
- HC Litvínov U20 (1988–1990)
- HC Litvínov (1989–1991)
- Edmonton Oilers (1991)
- Cape Breton Oilers (1991–1992)
- Quebec Nordiques (1992–1995)
  -  Halifax Citadels (1992)
  -  HC Litvínov (2004)
- HC Vsetín (1995)
- Colorado Avalanche (1995)
- Montreal Canadiens (1995–2001)
  -  HC Litvínov (1998)
- Dallas Stars (2001–2002)
- New York Rangers (2002)
- HC Litvínov (2002)
- St. Louis Blues (2002–2003)
- New York Rangers (2003–2004)
- Vancouver Canucks (2004)
- HC Litvínov (2004–2005)
- New York Rangers (2005–2006)
- St. Louis Blues (2006–2008)
- Sparta Praga (2008–2010)
- HC Litvínov (2010-2015)

Wychowanek wieloletni zawodnik klubu HC Litvínov. W lidze NHL wystąpił w 18 sezonach, w tym czasie rozegrał 998 meczów, uzyskał 626 punktów za 250 goli i 376 asyst. Od października 2010 ponownie zawodnik macierzystego zespołu. W sierpniu 2012 i we wrześniu 2013 przedłużał umowę z klubem. W lipcu 2015 ogłosił zakończenie kariery zawodniczej.

## Kariera reprezentacyjna
Na początku swojej kariery reprezentował Czechosłowacji. Następnie został reprezentantem Czech. Uczestniczył w turniejach Canada Cup w 1991 (Czechosłowacja), mistrzostw świata w 1994, 1999, 2001, 2004, 2005, Pucharu Świata 1996, 2004 oraz na zimowych igrzyskach olimpijskich 1998, 2002, 2006.

## Sukcesy
Reprezentacyjne
- Brązowy medal mistrzostw świata juniorów do lat 20: 1991 z Czechosłowacją
- Złoty medal zimowych igrzysk olimpijskich: 1998 z Czechami
- Złoty medal mistrzostw świata: 1999, 2001, 2005 z Czechami
- Brązowy medal zimowych igrzysk olimpijskich: 2006 z Czechami

Klubowe
- Srebrny medal mistrzostw Czech: 1991 z HC Litvínov
- Mistrz dywizji NHL: 1995 z Quebec Nordiques, 2004 z Vancouver Canucks
- Brązowy medal mistrzostw Czech: 2009 ze Spartą Praga
- Złoty medal mistrzostw Czech: 2015 z HC Litvínov

Indywidualne
- Mistrzostwa Świata Juniorów do lat 20 w 1991:
  - Skład gwiazd turnieju
- Mistrzostwa Świata w 1999:
  - Skład gwiazd turnieju
- Mistrzostwa Świata w 2001:
  - Skład gwiazd turnieju
- Mistrzostwa Świata w Hokeju na Lodzie 2004:
  - Jeden z trzech najlepszych zawodników reprezentacji

Wyróżnienie
- Galeria Sławy czeskiego hokeja na lodzie: 2019